# Pont-de-Roide-Vermondans
Pont-de-Roide-Vermondans, già Pont-de-Roide, è un comune francese di 4 661 abitanti situato nel dipartimento del Doubs nella regione della Borgogna-Franca Contea.

## Società

### Evoluzione demografica
Abitanti censiti